# ممارسة البرمجة (كتاب)
ممارسة البرمجة (بالإنجليزية: The Practice of Programming)‏ هو كتاب عن برمجة الحاسوب وهندسة البرمجيات من تأليف بريان كيرنيغان و روب بايك. نُشر الكتاب في عام 1999 من قبل أديسون ويسلي. تم ترجمة الكتاب إلى 12 لغة مختلفة.